# ファースト・コミック
ファースト・コミック (First Comics) とは1980年代中盤から1990年代初頭まで盛んに活動していたアメリカ合衆国の出版社。
「クラシックイラストレイテッド」やマイケル・ムアコックのエターナルチャンピオン物といった版権物に力を入れていたが、それ以外にもハワード・チェイキンの「アメリカンフラッグ!」、マイク・バロンの「バッジャー」、マイク・グレルの「ジョン・セーブル」等の有名作品を輩出した。